# Juventude Agrária e Rural Católica
Juventude Agrária e Rural Católica (JARC) ou Juventude Agrária Católica (JAC) é um movimento de jovens católicos residentes em zonas rurais cuja função é a evangelização e o desenvolvimento do meio rural.

## História
A JAC foi fundada nos anos 30 com a criação dos Movimentos da Ação Católica. Inicialmente denominada JAC (Juventude Agrária Católica), atingiu o auge de implantação e participação na década de 60. Em 1985 passou a chamar-se JARC e os seus novos estatutos foram aprovados pela Conferência Episcopal Portuguesa. Atualmente está representada no CNJ (Conselho Nacional de Juventude) e na CNASTI (Confederação Nacional de Ação Sobre Trabalho Infantil).

### Organização
A JARC é composta por uma série de pequenos grupos-base locais onde se promove a reflexão, o debate e a acção dos jovens na sua comunidade. Os grupos-base estão ligados entre si a nível diocesano através de uma equipa composta pelos seus representantes, e a nível nacional por outra equipa composta por representantes de todas as dioceses.
Atualmente, a JARC portuguesa está implantada em várias paróquias das dioceses de Lisboa e Viana do Castelo. A sua sede nacional encontra-se em Lisboa.
A nível europeu e mundial, a JARC faz parte do MIJARC (Movimento Internacional da Juventude Agrária e Rural Católica), do qual foi fundadora. O movimento está presente em mais de 60 países de quatro continentes e tem a sua sede mundial em Bruxelas (Bélgica).

### Método de trabalho e atividades
O método de trabalho da JARC, como o dos restantes Movimentos da Acção Católica, é o da revisão de vida (ver, julgar, agir). Esta forma de trabalho leva a um maior conhecimento sobre a realidade do meio, confrontando-a, depois, com os valores da Igreja Católica, para passar à acção de transformar as situações existentes.
Entre as actividades promovidas pela JARC estão as acções de formação, os campos de formação e férias e os intercâmbios diocesanos e nacionais. A nível local organizam-se também actividades de índole muito diversa em prol da comunidade envolvente.
As actividades realizam-se um pouco por todo o país mas são realizadas maioritáriamente no concelho da Lourinhã, na Casa do Oeste em Ribamar, onde se realizam campos de férias nas alturas da Páscoa, do Natal e no Verão e formações de jovens a vários níveis, nunca esquecendo a vertente católica do movimento.

### No Brasil
A primeira tentativa de construção da Juventude Agrária Católica, ocorreu no ano de 1947, na Diocese de Caicó (RN). 
Posteriormente, Angela Neves da Diocese de Campos dos Goytacazes (RJ), apoiada pela Ação Católica Brasileira, realizou uma pesquisa para apreender dados mais precisos sobre a realidade rural brasileira.
Na década de 1950, a ACB instituiu novos critérios de organização do laicato através da adoção dos modelos francês, belga e canadense, que se distinguiam do modelo italiano até então empregado. O novo modelo incentivava a formação de grupos representativos de diferentes meios sociais, entre os quais o meio rural.
Em julho de 1950, foi reconhecida nacionalmente pela hierarquia eclesiástica como setor especializado da Ação Católica Brasileira (ACB), que tinha como objetivo difundir os ensinamentos da Igreja Católica nas zonas rurais, que desapareceria a partir da crise da ACB, iniciada em 1966.
Entre 1949 e 1958, o setor feminino foi hegemônico, efetuando um trabalho predominantemente de base.
Em 1958, ocorreu o 1º Encontro Nacional em Natal (RN). Também no fina da década de 1950, ocorreu o primeiro Congresso Mundial da JAC.
Em 1961, ocorreram Encontros Nacionais de JAC e JACF (Feminina), o que indica que, naquele ano, já havia um setor masculino.
Entre 1959 a 1962, houve uma preocupação acentuada com a formação humana e sobretudo evangélica dos militantes. A expansão do Movimento exigia militantes mais capazes e com maior cultura.
Em 1962, ocorreu o 1º Conselho Nacional, no qual foi destacada a importância da "Pedagogia da Ação", num esforço de constituir a espiritualidade e ação educativa, encarnada na vida através da valorização dos aspectos humanos.
Em 1963, ocorreu um novo Conselho Nacional, que teve como pautas o engajamento, a representatividade e a revisão de vida.
Entre 1963 a 1964, a partir de consultas efetuadas à base, o Movimento discutia a necessidade de orientar ainda mais o jovem para a participação eficiente nas estruturas do meio.
Teve uma atuação restrita a algumas dioceses, intensa em algumas áreas, mas pouco expressiva em nível nacional. Manteve-se discreta nos primeiros anos da década de 1960, quando a Juventude Universitária Católica (JUC) e a Juventude Estudantil Católica (JEC) empenhavam-se em transformar a sociedade brasileira.
Com a repressão desencadeada pela Ditadura Militar iniciada em 1964, a JUC e a JEC foram bastante perseguidas. Suas tarefas políticas foram então levadas adiante pela JAC, pela Juventude Operária Católica (JOC) e pela Ação Católica Operária (ACO). Com o aumento do seu compromisso social e político, os militantes da JAC passaram a sofrer perseguições.
Em julho de 1966, integrantes da JAC manifestaram-se contra a precariedade das condições de vida do trabalhador nordestino. Alguns bispos da região Nordeste emitiram uma declaração moderada de apoio à JAC e à ACO, solidarizando-se com os trabalhadores.
Entretanto, a nova orientação da Conferência Nacional dos Bispos do Brasil (CNBB) em relação aos movimentos leigos da Igreja provocou, a partir de 1966, o esvaziamento da ACB e de seus ramos especializados, portanto, a JAC, assim como a JEC, a JUC e a Juventude Independente Católica (JIC), entrou em processo de dissolução.
A JAC era filiada ao Movimento Internacional da Juventude Agrária Católica, sediada em Louvain, na Bélgica.
Os documentos que formam o Fundo Juventude Agrária Católica do Brasil foram acumulados como decorrência da atuação da JAC e constituem parte significativa de seu Arquivo. Foram conservados, após o fim do Movimento, por militantes, assistentes e Entidades da ou ligadas à Igreja. Os originais pertencem, em parte, à CEDIC e, em parte, ao Instituto Nacional de Pastoral - INP/CNBB.

#### Na Região Sul
Na Região Sul do Brasil, preocupou-se com a formação dos trabalhadores rurais, formando parcerias com as Frentes Agrárias, apoiou o sindicalismo, movimentos de cultura popular, programas de alfabetização, o cooperativismo, a criação de comunidades de trabalhadores autônomos e a luta pela Reforma Agrária. O principal instrumento de suas ações era o Movimento de Educação de Base (MEB).
O MEB foi um dos movimentos educacionais mais significativos do início da década de 1960. Atuava em onze estados brasileiros, concentrando sua atuação junto a grupos políticos da esquerda cristã, imprimindo uma orientação ideológica própria, direcionando a prática educativa para programas de desenvolvimento comunitário e de sindicalização rural. No início da década de 1960, o MEB contava com o apoio financeiro do Governo Federal.
Em maio de 1963, a JAC realizou o Seminário de Estudos Sócio-Econômicos na cidade de Caxias do Sul, onde foram debatidos temas ligadas a realidade agrária como:
- Solo: tipos e conservação;
- Estrutura e legislação agrária;
- Exploração dos trabalhadores rurais e sindicalismo;
- Administração da empresa rural e
- Cooperativismo.

Na época, acreditava-se que a JAC não deveria fazer política partidária, mas deveria ser uma escola de formação política.
Outra forma de atuação era por meio de programas de rádio e palestras que abordavam temas como sobre saúde, sindicalismo e cooperativismo.
Dentre os incentivadores da JAC, merece destaque Dom Alberto Etges, desde que se tornou o primeiro bispo da Diocese de Santa Cruz do Sul, em 1959.